# We Love Golf
We Love Golf je videoigra sportskog žanra za Wii platformu, proizvedena u Camelotu i izdana od Capcoma. Naslov je na tržište izašao u zimi 2007. u Japanu, dok je u Sjevernoj Americi izašao tijekom 2008.

## Način igre
Wii Love Golf se igra zamahivanjem Wii Remoteom kao da je palica za golf. Mogućih mjesta za igru (terena za golf) je puno, ali zasada su potvrđena samo dva - teren na plaži, i teren među pustinjskim ruševinama. 

## Vanjske poveznice
- Camelot Software Planning službena web stranica (većinom na japanskom)
- Capcom službena web stranica (većinom na japanskom)